# 부산 황련사 대방광원각수다라요의경
황련사 대방광원각수다라요의경(黃蓮寺 大方廣圓覺修多羅了義經)은 부산광역시 수영구, 황련사에 있는 조선시대의 불경이다. 2013년 5월 13일 부산광역시의 유형문화재 제127호로 지정되었다.

## 개요
대방광원각수다라요의경은 줄여서 대방광원각경, 원각수다라요의경, 원각요의경, 원각경이라고 부르기도 한다. 일체 중생의 본래성불(本來成佛)을 드러내는 '원각(원만한 깨달음)'을 설명하는 데 있어 가장 뛰어난 경전이라는 뜻이 된다.
황련사 소장 대방광원각수다라요의경은 목판본으로 1588년(선조 21) 청도 운문사에서 개판한 것이다. 6권 2책의 완본으로 책1에는 변상도(變相圖), 서(序), 권1~4, 시주질이, 책2에는 권5,6과 시주질이 각각 수록되어 있다. 황지홍사(黃紙紅絲)에 오침안정법(五針眼訂法)의 선장(線裝)으로 장정되어 있으며, 보존상태는 매우 양호하다.
이책은 임진왜란 이전 판본으로 드물게 변상도가 있는 판본인데, 지금까지 알려지 24조의 판종 중 변상도가 있는 판본은 황련사 소장 판본과 훨씬 후대인 1861년(철종12)의 건봉사본(乾鳳寺本), 그리고 1883년(고종 20)의 봉인사본(奉印寺本) 뿐이다.
칠곡 송림사에 소장되어 있는 동일한 판본이 복장 전적 일괄 유물로 경상북도지정 유형문화재 제366호로 지정되어 있으며 그 경판이 아직도 운문사에 장판되어 있다. 간행에 관련한 기록도 풍부하여 조선 전기 불교 판본 연구에 소중한 자료이다.

## 같이 보기
- 대방광원각수다라요의경
- 송림사복장전적 (경상북도 유형문화재 제366호)

## 참고 자료
- 황련사 대방광원각수다라요의경 - 국가유산청 국가유산포털